# 民法
民法（みんぽう）とは、民法の名称を持つ法典それ自体、または私法の一般法をいう。前者を形式的な意義における民法（仏: code civil、独: bürgerliches Gesetzbuch）といい、後者を実質的な意義における民法（仏: droit civil、独: bürgerliches Recht）という。
「民法」という名称の法典（民法典、形式的意味の民法）に収録されるほとんどの規定は実質的意味の民法と重なるが、民法典には処罰規定のように公法規定に属するものもある。また、実質的意義の民法は民法典などの制定法のほか慣習法などの不文法として存在することもある。

## 歴史

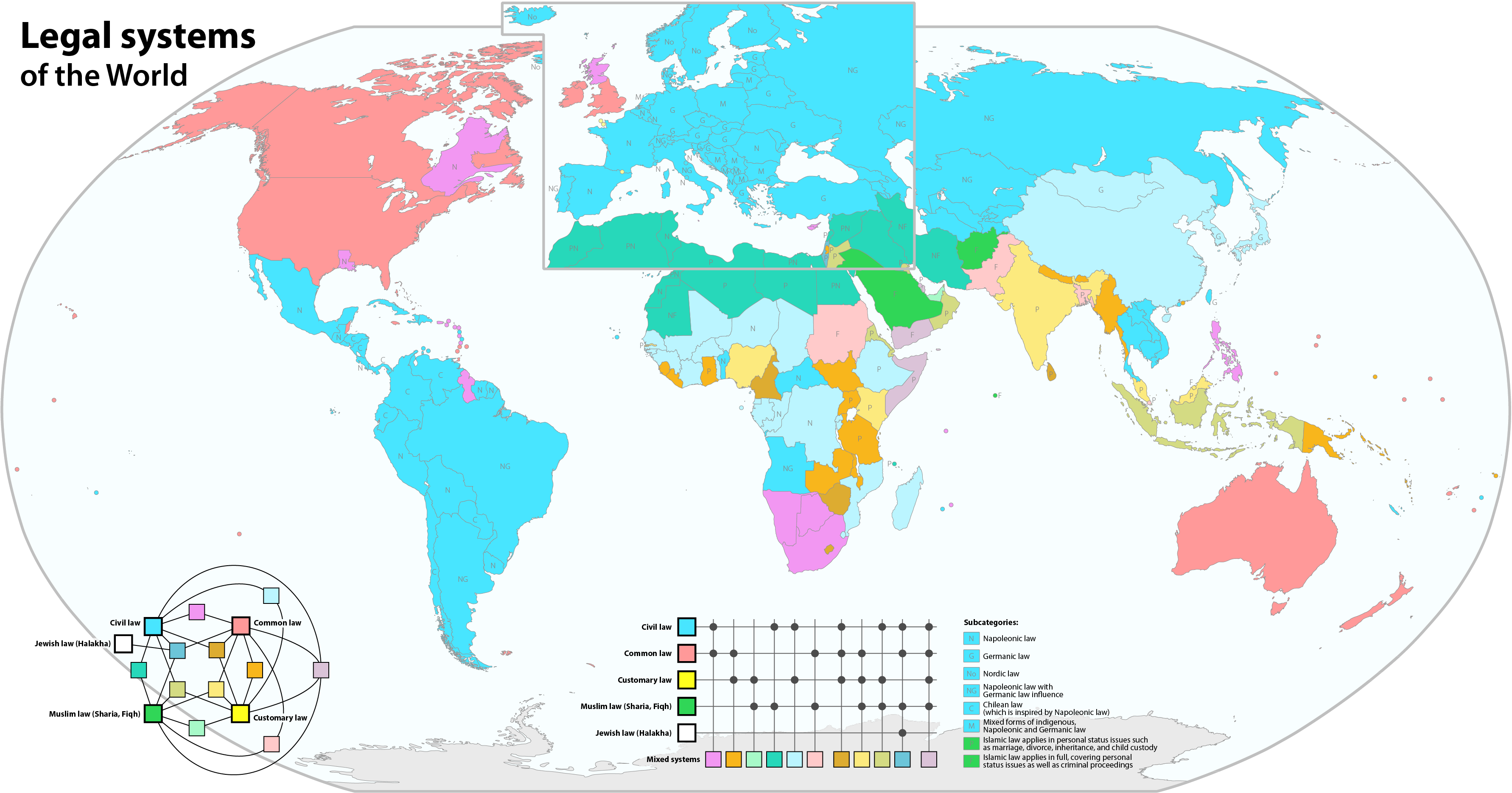
世界の民法

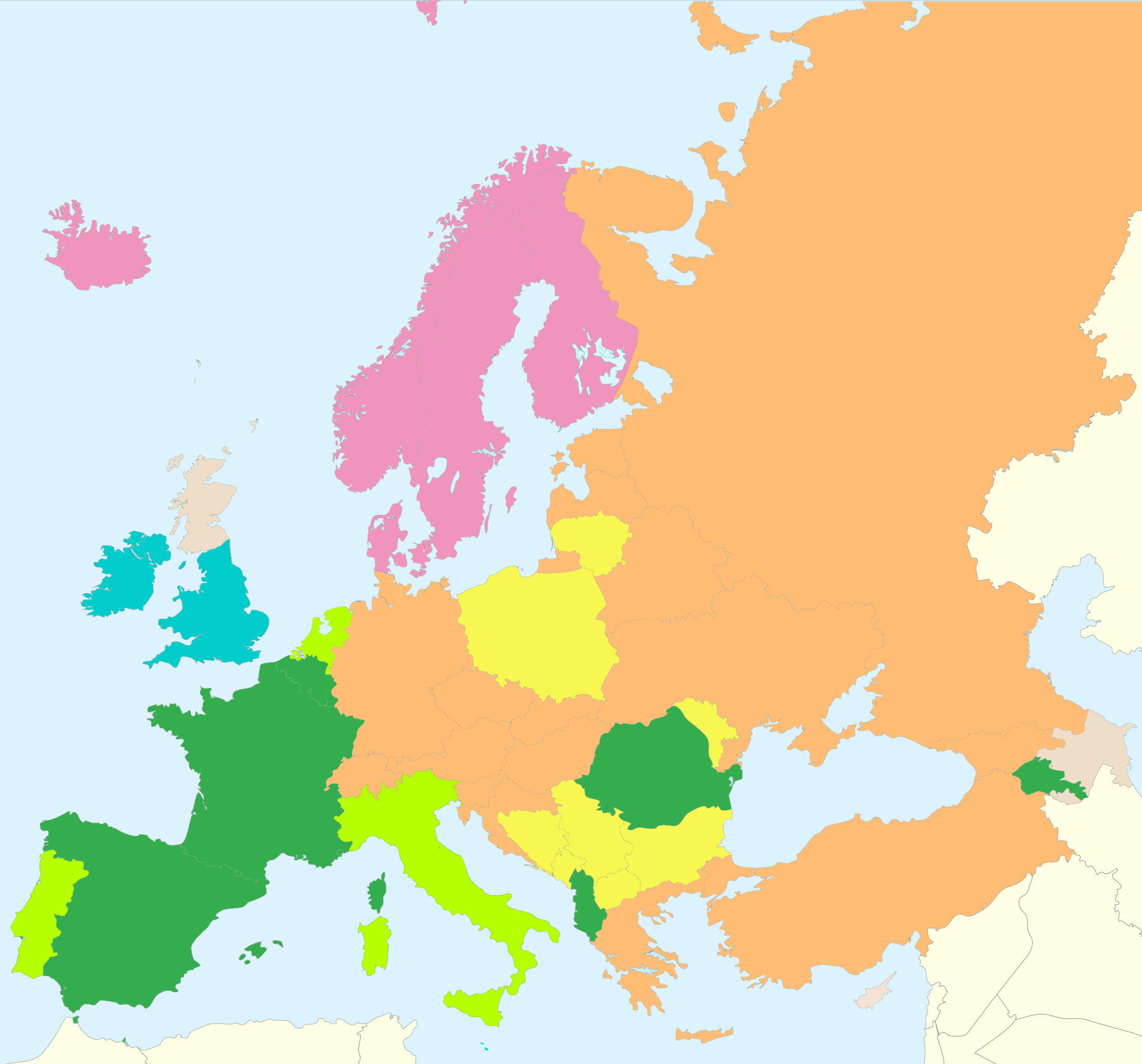
欧州の民法
コモン・ロー
フランス系
ドイツ系
北欧系

形式的意義の民法（仏: code civil）と、実質的意義の民法（仏: droit civil）とは同一ではない。元来、法は社会共同生活の基本的ルールの一つであり、文字より先に生じたものである。したがって、古代の法は、不文の慣習法として成立した。不文の慣習法であっても、経済生活や家族生活の法としての民法（仏: droit civil）は観念されうる。その後、文字の発達と共に、文字に書いた法、すなわち成文法が制定されるようになる。成文法の初めは、個々の事項についての規定、すなわち単行法であったが、やがて様々な事柄に共通して適用される一般的な法も現れ、これらが体系的に整備されて法典となっていった。
紀元前18世紀にバビロニアで成立し、現存する法典のうち世界で2番目に古い法典であるハンムラビ法典は、多くの民法規定を含んでいた。また、ユダヤ教・キリスト教におけるモーセ五書や、イスラム教のコーランの中にも民法規定があり、現代にも根付いている。特にイスラム諸国では、コーラン、ムハンマドの言行録及びイスラム法学者の著作群を法源とするイスラム法が現実に機能している。
民法だけの法典が出来始めたのは18世紀の末からである。その最も有名なものが、フランス民法典であった。

### ローマ法
民法典（仏: code civil）の淵源は、ローマ法の jus civileに遡る。もっとも、これは後世における民法と異なり、本来は万民法に対する市民法の意義であって、ローマの市民権を持つ者に対してのみ適用される法を意味し、国家と市民との間を規律する、いわゆる公法に属する規則をも広く含むものであった。
ローマ法そのものは古代ローマ帝国の崩壊と共に西ヨーロッパでは力を失うが（東ローマ帝国では、6世紀に編纂されたローマ法大全の使用が継続された）、12世紀の初め、イルネリウスがボローニャ大学でローマ法の研究に取り組み、ヨーロッパ諸国から留学生を受け入れて指導したために、各国の法律をしてローマ法を基礎とする原因となった。特に、ローマ帝国の後継者を自認する神聖ローマ帝国においては、1495年に最高裁判所に相当する帝室裁判所が設置され、民衆裁判を廃して全て専門の裁判官によるローマ法大全に依拠した裁判をするものとしたため、ローマ法の継受が徹底される。もっとも、公法分野においては各国はそれぞれ独自の発展を遂げたため、時代の変遷と共に jus civile の語はその意味を変貌させ、公法に対する、市民間の関係を規律する私法の意義を意味するようになり、さらに、中世ヨーロッパにおいて成立した、独自の商慣習を基に商事裁判所において適用される商法と区別する意味をも有するようになる。加えて、近世以降民事訴訟法等の手続法が分化し、各人の権利義務を定めることを主眼とするようになると、民法とは私法一般の原則、すなわち私法上の権利義務を定める普通法などと解されるようになる。即ち、一個人の通常生活の関係を定める法律のことである。
ローマ法の jus civile は、ローマの慣習や法学者の学説を基にしたものであったが、各地に継受されたのちには、自民族の慣習を基に、独自の発展を遂げたものも現れるようになる。特筆すべきは、例えば即時取得の制度など、現代法にもその影響を遺す、ゲルマン民族によるゲルマン法である。しかし、一般的には、刑法などの公法分野と異なり、ヨーロッパ世界における民法の淵源はそのほとんどがjus civileに遡るものであり、学術世界におけるラテン語と同様、ローマ法がヨーロッパを一つにつなぐ役割を果たしていた。イギリスも、コモン・ローの伝統に依ったために民法典こそ制定しなかったが、判決例においてはローマ法の多くを慣習として採用しており、アメリカ・カナダや南米諸国などもまたローマ法を継受したものと評価されている。このために、イェーリングは、『各発展段階におけるローマ法の精神』において次のように評している。

### フランス民法
ローマ法に淵源を持つ民法典として歴史的に最も重要なものは、19世紀の初頭にナポレオンが制定したフランス民法典（ナポレオン法典）である。これは、近代的な所有権概念を確立し、協議離婚を認めるなど、中世の余弊を打破し、権利義務の観念を中核に据えた民法典であった。フランス民法典は、18世紀末の自由思想の集大成とも呼ぶべきものであり、ローマ法由来の三編分類法（インスチュート・システム）による立法形式を採りつつも、慣習法に革命の精神を具体化した規定を加えたもので、ナポレオン戦争の影響と相まってヨーロッパ全体にその影響を及ぼした。また、アメリカ大陸でも、フランス系の移民が多く移住したアメリカのルイジアナ州やカナダのケベック州では、ナポレオン法典が原則的に採用されていた。このために、ナポレオンは、戦後、自らの最大の功績は数多の戦勝ではなく民法典の制定であるとして、「朕は法典を手にして後世に臨むべし」との言を残したという。
なお、フランス民法典が立脚した自由・平等主義の精神は、主として財産法を中心とするものであり、むしろ家族法部分においては、他のヨーロッパ諸国に比べても異例といえるほどの夫権・父権優位の家父長制を採り、また非嫡出子の差別的扱いも徹底するなど、単純に近代的思想の表れとはいえない一面を持っていた（20世紀後半に改正）。

### ドイツ民法
ドイツにおいては、神聖ローマ帝国が有名無実化した後も、各地のゲルマン法を尊重しつつ、ローマ法を普通法とする時代が長く続いたが、ナポレオン戦争を契機とした国家統一の機運の高まりと共に、ティボーらにより統一民法典編纂の必要性が主張されるようになる。ここで、一国において妥当する原理は国境を問わず妥当すると考え、ナポレオン法典を模範にドイツ民法を早急に立法しようとする自然法学派と、サヴィニーらを中心とする、一国の法はその国の歴史に深く根ざしたものであるとして慎重論を唱える歴史学派との法典論争が起こり、後者が勝利する。
その後、ドイツの法曹界の総力を結集し、19世紀の法律思想の総決算として制定された民法典は、フランス民法や後述のスイス民法典が各国の慣習法の集大成であったのに対し、部分的にゲルマン法を加えつつも、ローマ法を再構成した学者の抽象的学理の体系を中心に据えたものであり、個人意思自治を基調とするサヴィニー、ヴィントシャイトの提唱した法律行為（独: Rechtsgeschäft）理論を中核に据え、全編に共通する法規を総則規定として前にくくり出し、総則・物権・債権・親族・相続の五編に大別したザクセン民法典に由来するパンデクテン・システムを採用する。
これは日本・タイ・ギリシャ・台湾等に継受されたほか、フランス・オーストリア・スイス・ブラジル・北欧系等の民法にも立法又は学説上一定の影響をもたらした。また、債務関係法を民法典中の一編として独立させた点にも大きな意義と特色がある。近代社会における債権実現への信頼、及び経済生活の多様化を背景としている。なお、ドイツ民法典はザクセン民法典と異なり債務法が物権法よりも先になる。｢債権法は物権法の侍女である（に過ぎない）」とするフランス民法典の主義に相対するものであるが、ドイツ民法典・ザクセン民法典共にフランス法と異なり身分法ではなく財産法を先に配置しており、身分関係ではなく、個人意思による権利義務の変動を中心とする法体系を組むことで、個人主義を徹底しようとするものであるという点で共通する。日本民法典は物権法が債権法よりも先に配置されるという点で形式上ザクセン民法典に近いが、その方が自然だから、という程度の意味でしかなく、フランス法系の旧民法に相対する債権編独立の基本的発想はドイツ民法典と軌を一にする。

### 近代民法の社会化・国際化
フランス・ドイツ両民法の根本思想は、個人主義にある。殊にフランス民法（財産法）においては、個人主義的民法の大原則である、個人財産権尊重の原則（所有権絶対の原則）、契約自由の原則、自己責任の原則（過失責任原則）が確立され、徹底されている。しかし、18世紀末に個人的に自覚した人類は、19世紀末には社会的に自覚し始める。そこで19世紀初頭に成立したフランス民法が僅かに封建時代の残滓を示しつつも個人主義的法思想の結晶であったのに対し、19世紀末に成立したドイツ民法は個人主義思想の爛熟を示しつつも資本主義社会の興隆を反映して、特にその第二草案を境に多少協同主義的な色彩が加わっており、債権法における信義誠実の原則の明文化（ドイツ民法旧242条）、及びその後の特別法の立法による無過失責任の展開等はその現れである。ドイツのヴァイマル憲法が所有権の社会化につき155条、企業の社会化につき156条をもって規定していたことや、当事者の意思解釈につき、その真意よりも客観的な表示行為を重視して資本主義社会における取引安全を期す、意思主義に対する表示主義の進展もこの文脈で捉えることができる。なお、フランス民法でも、契約の履行についてのみであるが、ドイツ民法に明文化された信義誠実の原則と類似の規定（フランス民法1134条3項）が存在し、また、判例上無過失責任も採用されている。
ここにおいて、20世紀に入ってからできたスイス民法典においては、個人主義思想の内に社会本位の思想の萌芽が現れ、民法は社会生活成就の手段でなくてはならないことが明確に自覚されるに至る。そこで、前述の三原則を緩和し、信義誠実の原則を義務の履行についてのみならず権利の行使についてまで一般化し（スイス民法2条1項）、権利濫用法理を明文化（スイス民法2条2項）するなど、近代私法の原則に対する現代的修正の色彩が著しく見られるようになる。前述の債権法独立の傾向は一層著しく、商法を取り込むことで、ついに別法典として民法典から独立するに至っている。スイス民法が創始した民商法統合の流れはイタリア、オランダ、ロシア民法などにも影響を与えた。トルコ民法はスイス民法の極めて強い影響の下成立しており、家族法部分を除いてスイス民法のトルコ語訳をほとんどそのまま立法したに等しいと言われている。
こうした傾向が極致に達したのが、無過失責任を原則化し、私有財産制度を否定した、1923年施行のロシア民法である。もっとも、ソ連では、私有財産制度の廃止を徹底する観点から、当初は相続制度を廃止していたが、社会生活が混乱したため、ロシア民法では自活できない遺子のある場合には1万ルーブルの範囲内で遺産を遺族に保管させ、その範囲内でのみ相続を認めることとなっていた。
その後も、ドイツ・フランス・アメリカ・ロシア・日本など各国の影響や支援を受けながら、発展途上国における法整備が進んでいる。
このように、各国独自の発展を遂げていた民法典も、国際取引の便宜のためや、EU統合を背景として、ヨーロッパを中心に何度か契約法統一の機運が盛り上がっており、ドイツ債務法の大改正や、ウィーン売買条約、ジュネーヴ統一手形法、国際手形条約、ユニドロワ国際商事契約原則などの制定に結びついており、フランス民法典の大改正が議論されるなどの動きが見られる。